# Niederspannungs-Installations-Norm
Die Niederspannungs-Installationsnorm (NIN), auch SN 411000 (früher SEV 1000) genannt, ist eine schweizerische technische Norm. Sie gilt als die wichtigste technische Norm für die Elektroinstallationsbranche in der Schweiz. Ziel der Norm ist es, die Sicherheit von Personen, Nutztieren und Sachwerten sowie die richtige Funktion der Anlage bei sachgemässem Gebrauch zu gewährleisten.

## Inhalt der Norm
Die NIN enthält Regeln für die Planung, Errichtung und Prüfung elektrischer Anlagen. Hierbei handelt es sich im Wesentlichen um Anlagen, welche mit Niederspannung von ≤1000 V AC und einer Frequenz von 50 Hz oder 1500 V DC betrieben werden. Ausgeschlossen sind Schwachstromanlagen mit Betriebsspannungen von ≤50 V AC und Betriebsströmen von ≤2 A.
Generell verlangt die NIN den „Schutz gegen den elektrischen Schlag“ für Personen und Nutztiere. Das bedeutet, dass die Fehlerspannung, der Berührungsstrom und die Abschaltzeit im Fehlerfall minimal sein sollen.

## Grundlagen der Norm
Als Grundlage der NIN gelten die europäischen Harmonisierungsdokumente der Reihe HD 60364, die wiederum auf entsprechenden IEC-Normen beruhen. Im Weiteren stützt sie sich auf:
- Bundesgesetz betreffend die elektrischen Schwach- und Starkstromanlagen (Elektrizitätsgesetz, SR 734.0)
- Verordnung über die Erstellung, den Betrieb und den Unterhalt von elektrischen Starkstromanlagen (Starkstromverordnung, SR 734.2)
- Verordnung über elektrische Niederspannungsinstallationen (NIV, SR 734.27)
- Verordnung über elektrische Niederspannungserzeugnisse (NEV, SR 734.26)
- Verordnung des UVEK über elektrische Niederspannungsinstallationen (SR 734.272.3)

Die NIN 2020 ist auf den 1. Januar 2020 in Kraft getreten, wobei eine Übergangsfrist bis zum 30. Juni 2020 galt. Massgebend für die Gültigkeit der NIN für eine elektrische Anlage ist das Datum der Installationsanzeige an die Netzbetreiberin.
Andere Bestimmungen (z. B. Werkvorschriften) dürfen die in der NIN definierten Sicherheitsanforderungen nicht schmälern. Für elektrische Anlagen mit speziellen Anforderungen können die zuständigen Instanzen (z. B. VKF, Suva, ESTI) Weisungen erlassen. In jedem Fall sind auch die Herstellerangaben zu beachten.
Das ESTI kann von der NIN abweichende Bestimmungen für einzelne Anlagen zulassen. Ebenso sind durch den Hersteller festgelegte Abweichungen bei den Betriebsmitteln unter Einhaltung der entsprechenden Betriebsmittelnorm zulässig. Installationsinhaber können beliebige Vorschriften erlassen, welche jedoch die Schutzziele in keiner Weise mindern dürfen. Der Anlagenbesitzer kann beispielsweise grössere Leiterquerschnitte oder ausschliesslich Steckdosen mit Schutzkragen verlangen.